# Benito Sylvain

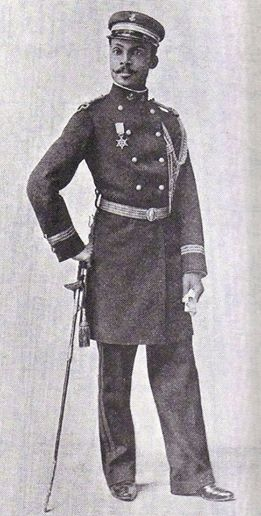
Benito Sylvain

Benito Sylvain (* 21. März 1868 in Port-au-Prince; † 3. Januar 1915 in Carrefour) war ein haitianischer Journalist, Diplomat und Anwalt, der zum selbsternannten Vertreter der Afrikaner wurde, die der französischen Kolonialherrschaft unterworfen waren.

## Leben
Im Alter von 19 Jahren wurde Sylvain 1887 nach Paris auf das Collège Stanislas geschickt. Er machte dort sein Baccalaureat und bereitete sich anschließend auf die Aufnahmeprüfung für die Marineakademie (Académie de marine) vor, die er jedoch nicht bestehen konnte, da die Einrichtung für ausländische Kadetten nicht mehr zugänglich war.
Daraufhin begann er ein Jurastudium, das er 1894 mit dem Bachelor abschloss. Gleichzeitig war er in den Jahren 1889 bis 1890 als Sekretär in der haitianischen Gesandtschaft in London tätig.
Im Jahr 1893 wurde er persönlich mit dem Rang eines Fähnrichs der haitianischen Marine belohnt. Darüber hinaus versuchte er, die haitianischen Studenten in Frankreich zu organisieren, indem er 1894 einen „Kreis der brüderlichen Vereinigung“ gründete, dessen Forum die Zeitung Fraternité sein sollte.

## Wirken

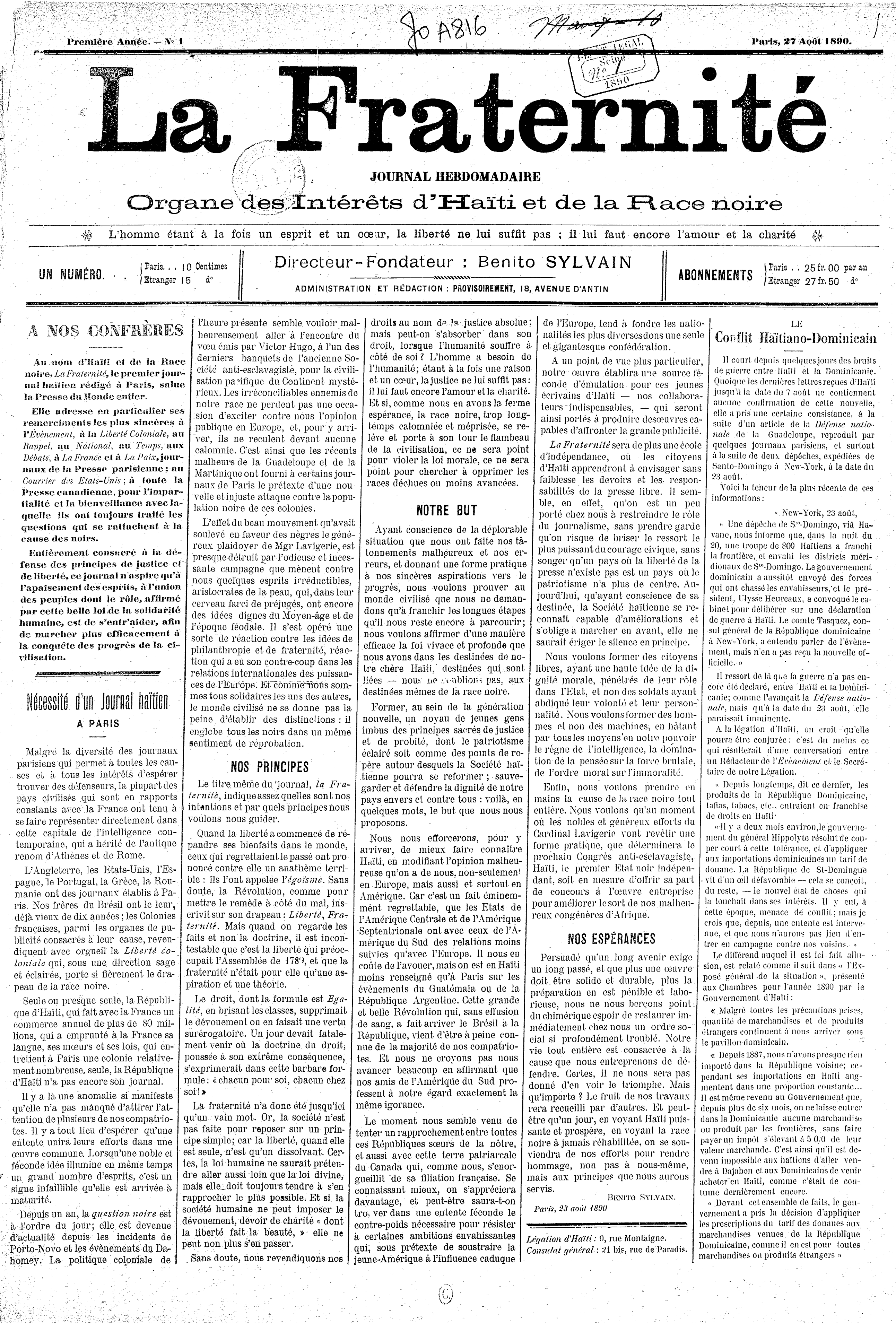
Titelseite La Fraternité vom 27. August 1890

Im Jahr 1890 begann Sylvain, sich als Journalist zu betätigen und gründete in Paris die wöchentlich erscheinende Zeitung La Fraternité, organe des intérêts d'Haïti et de la race noire (Die Brüderlichkeit: Organ für die Interessen Haitis und der schwarzen Rasse), deren Reaktion er bis 1896 leitete. Die Zeitung erhielt zwischen 1891 und 1893 einige Beiträge von Victor Schœlcher.
Ebenfalls im Jahr 1890 nahm er an der Brüsseler Antisklaverei-Konferenz teil, die die Wiederbelebung der abolitionistischen Dynamik markierte.
Im Jahr 1891 erreichte er, dass er die Alliance française in Haiti vertreten durfte. Er wurde 1893 in die Pariser Gesellschaft für Ethnographie aufgenommen und erreichte im Jahr darauf die Gründung eines orientalischen und afrikanischen Komitees, das vehement die kolonialen Übergriffe in Afrika anprangerte.
Im Jahr 1897 reiste er nach Äthiopien, das gerade die Schlacht von Adua gegen die Italiener gewonnen hatte, die aus ihrer Kolonie Eritrea heraus nach Äthiopien expandieren wollten. Über seine drei Aufenthalte in Äthiopien (zwischen 1897 und 1906) ist nur sein persönliches Zeugnis in einem Reisetagebuch überliefert, in dem er von seinen Begegnungen mit dem Kaiser Menelik II. berichtet, den er bei seinen Beziehungen zu den europäischen Mächten beraten und über die schwarze Diaspora in Europa, auf den Antillen und in Amerika informiert haben will. 1901 stellte er sich als „Aide-de-camp de sa majesté l'Empereur d'Éthiopie“ (Adjutant seiner Majestät, des Kaisers von Äthiopien) vor.
Im Jahr 1900 vertrat er sowohl Äthiopien als auch Haiti auf der Londoner Konferenz, die auch als erste Pan-Afrikanische Konferenz bezeichnet wird.
Im Jahr 1901 verteidigte er seine Dissertation mit dem Titel „Du sort des indigènes dans les colonies d'exploitation“ (Vom Schicksal der Eingeborenen in den Ausbeuterkolonien), die den ersten Teil seines im selben Jahr veröffentlichten Hauptwerks bilden sollte. Das Werk beschreibt die Geschichte des modernen Sklavenhandels und der Sklaverei sowie deren Abschaffung in der ersten Hälfte des 19. Jahrhunderts. Er nannte dies einen regelrechten „moralischen Bankrott“ der westlichen Zivilisation und griff insbesondere die katholischen Missionare an, die seiner Meinung nach die Sache der Antisklaverei verraten hätten.
Eine der letzten Spuren, die Sylvain hinterlassen hat, ist ein Vortrag, den er am 23. März 1905 in Lille hielt und von dem 1906 ein analytischer Bericht in der Revue de géographie de Lille erschien. Darin wird er als „Mann des Herzens“ und „glühender Apostel“ im Dienste einer gerechten, aber verzweifelten Sache bezeichnet. Am 15. August 1905 veröffentlichte er in der Tageszeitung Le Matin einen Beitrag, in dem er die Gründung des „Œuvre du Relèvement social des Noirs“ (Werk für den sozialen Wiederaufstieg der Schwarzen) am 1. Juni desselben Jahres mit Zustimmung von Papst Pius X. ankündigte.

## Werke
- La Fraternité, organe des intérêts d'Haïti et de la race noire, Paris, 1890–1896, 178 Ausgaben[4]
- Étude historique sur le sort des indigènes dans les colonies d’exploitation. L. Boyer, Paris 1901, ISBN 978-1-01-937696-6 (französisch).